# Рейкьянес (вулкан)
Рейкьянес (исл. Reykjanes) — активный вулкан, находящийся на одноимённом полуострове в Исландии. Во время голоцена произвёл более 15 извержений, последний раз извергался в 1240 году, сейчас возле вулкана наблюдаются небольшие землетрясения. Самое крупное извержение произошло в 1226 году, когда Рейкьянес высвободил 0,1 км³ тефры, из-за этого на прилегающих территориях пострадал скот. Высота вулкана составляет 230 м. По шкале VEI эксплозивность вулкана варьируется от 1 до 3 баллов.